# Adolf von Henselt

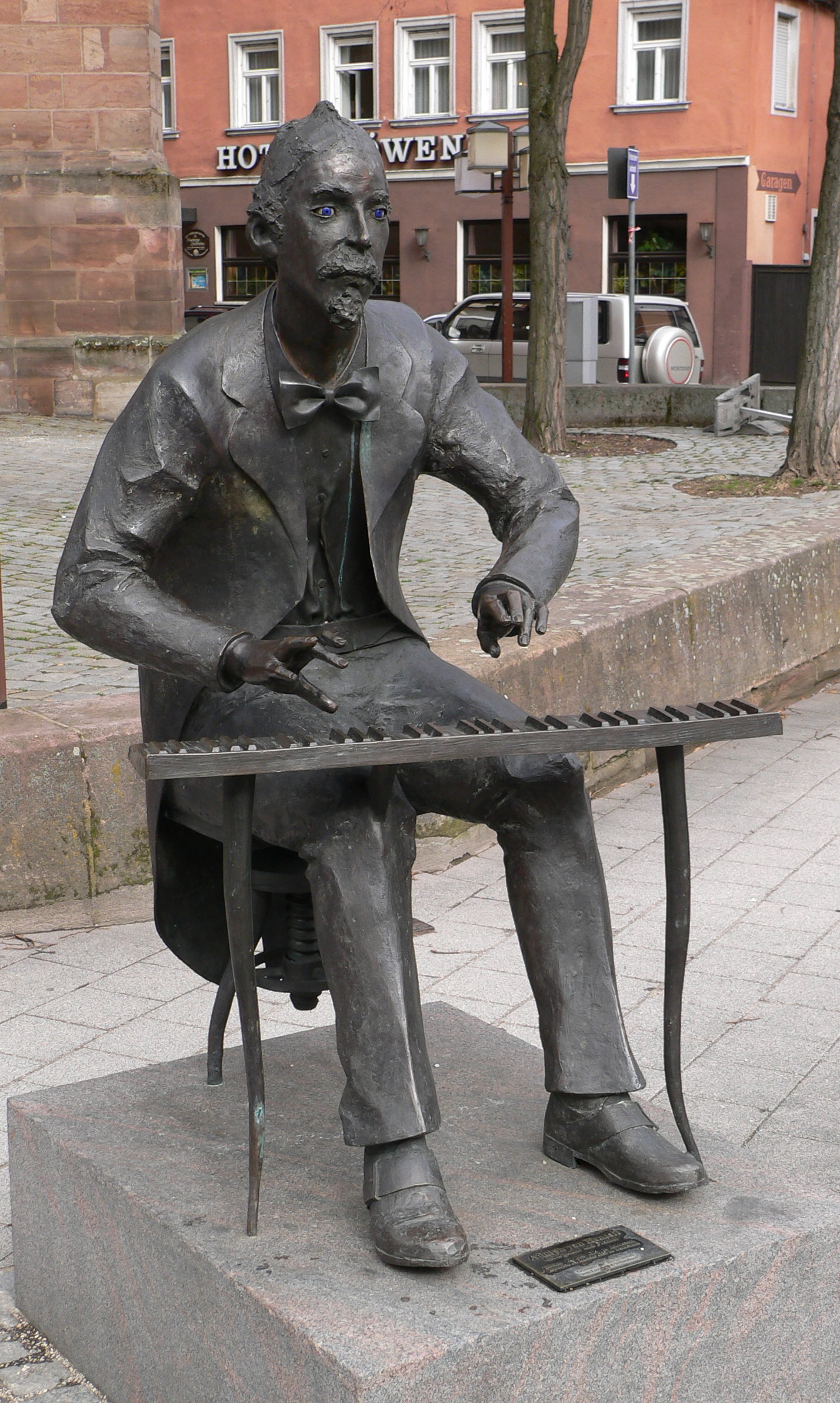
Standbeeld Adolf von Henselt in Schwabach

Adolf von Henselt (Schwabach, Duitsland, 12 mei 1814 – Cieplice Śląskie-Zdrój (nu Polen), 10 oktober 1889) was een Duitse componist, pianist en muziekpedagoog. In het Stadsmuseum Schwabach is een presentatie en archief gewijd aan zijn werk en leven.

## Leven
Zijn muzikale loopbaan kreeg een vroege start. Op driejarige leeftijd begon hij met het bespelen van de viool, op vijfjarige leeftijd kwam de piano. De pianolessen kwamen van Josepha von Fladt. Hij kon dankzij een financiële bijdrage van Ludwig I van Beieren studeren in Weimar, bij Johann Nepomuk Hummel. In 1832 vertrok hij naar Wenen om daar les te nemen bij Simon Sechter (de latere leraar van Anton Bruckner), maar hij begon ook concerten te geven.
Henselt had heel grote handen. Hij presteerde het om met beide handen een kwart over een octaaf te pakken inclusief de tussenliggende tonen: C-E-G-C-F links en B-E-A-C-E rechts. Henselt had geen macrodactylie (reuzengroei van vingers of tenen) zoals bijvoorbeeld Rachmaninov, hij had gewone handen.
In 1836 maakte hij een uitgebreide tournee door Duitsland. In 1837 vestigde hij zich met zijn vrouw Rosalie Vogel in Breslau, maar reisde al snel door naar Sint Petersburg. Hij zou in Sint Petersburg blijven wonen, maar gaf nog concerten in Duitsland en Engeland. Ook werkte hij aan het Conservatorium van Sint-Petersburg, samen met Anton Rubinstein.
Anton Rubinstein vond de etudes van Henselt onspeelbaar. Hij vond Henselt net zo’n freak als Paganini.
Maatschappelijk gezien is Henselt –ook al was hij erg excentriek- goed terecht gekomen. Hij is pianoleraar geworden aan het hof van de tsaar en heeft onder drie tsaren gewerkt en leefde letterlijk en figuurlijk als een prins in Rusland. In 1863 werd hij tevens inspecteur muziekstudies aan het Imperial Institute of Female Education in Sint-Petersburg. Zijn invloed was heel groot, dus hiermee ook zijn bijdrage als pianopedagoog.
Henselt kon heel mooi cantabile spelen, de melodie laten uitkomen. Zelfs Liszt was daar jaloers op. Henselt had een ongelofelijke techniek. Hij speelde bijna de hele dag door, zelfs tussen twee recitals door als hij die al gaf. Als hij de bijbel las, speelde hij tegelijkertijd fuga’s van Bach.
Aan zijn leven als concertpianist, waarin hij uitblonk in eigen werken en die van Frédéric Chopin en Carl Maria von Weber, kwam een vroegtijdig eind, plankenkoorts dwong hem te stoppen. In de laatste 33 jaar van zijn leven heeft hij maar drie keer een concert gegeven.
De pianist Dreyschock hoorde Henselt een keer in het trappenhuis een eigen compositie spelen, heel erg mooi en overtuigend met veel emotie en heel virtuoos. Toen hij naar binnen ging en aan Henselt vroeg of hij het nog een keer wilde spelen, verstijfde Henselt en kwam er alleen maar een hele hoop gestuntel. Hij was helemaal de controle over zijn eigen stuk totaal kwijt.
Sergei Rachmaninov zag in hem een van zijn grote voorbeelden.
Henselt overleed in een kuuroord (Uzdrowisko Cieplice) in Cieplice Śląskie-Zdrój, nu Polen, tot 1945 Bad Warmbrunn (Duitsland).

## Muziek
Al zijn composities kwamen van zijn hand voordat hij dertig jaar oud was. De reden daarvan is waarschijnlijk dat zijn werk als leraar, pedagoog en directeur van het muziekinstituut in Sint Petersburg veel tijd in beslag nam. Hij had er gewoon geen tijd meer voor de laatste vijfenveertig jaar van zijn leven. En waarschijnlijk is het ook een gevolg van die steeds heviger wordende faalangst.
Zijn muziek is een kruising van de muziek van Franz Liszt en Henselts leraar Hummel en is grotendeels vergeten.
Zijn Étude caractéristique No.6 in Fis majeur met als subtitel "Si oiseau j'étais, à toi je volerais!" (vert. als ik een vogel was, zou ik naar je toe vliegen) geniet hier en daar nog enige bekendheid.
Zijn eigen pianoconcert heeft Henselt zelden uitgevoerd. Liszt speelde het op het eerste gezicht zo weg (!) en voerde het ook uit. Verschillende pianisten waaronder Clara Schumann, hebben het in de 19e eeuw uitgevoerd. Tegenwoordig wordt het praktisch nooit meer uitgevoerd. In 1994 is er een opname van gemaakt in de serie The Romantic Piano Concerto van Hyperion met Marc-André Hamelin als solist.
De ballade opus 31 is opgedragen aan Maria Aleksandrovna van Rusland.
- Biblioteca Nacional de España: XX1459006
- Bibliothèque nationale de France: cb13989810g (data)
- CiNii: DA08173986
- Gemeinsame Normdatei: 118903861
- International Standard Name Identifier: 0000 0000 8096 9559
- Library of Congress Control Number: n84012245
- Nationale Bibliotheek van Letland: 000050998
- MusicBrainz: dd6994ae-b271-4a19-b7bf-4776fb5e3326
- Bibliotheek van het Japanse parlement: 01163811
- Nationale Bibliotheek van Tsjechië: xx0012147
- Nationale Bibliotheek van Israël: 987007262519905171
- Nederlandse Thesaurus van Auteursnamen: 096671858
- LIBRIS: 285921
- SNAC: w6gt602m
- Système universitaire de documentation: 128068760
- Trove: 1167709
- Virtual International Authority File: 17417215
- WorldCat: E39PBJmHCM3qT878KdtTrgy8G3